# Cime Liguria
Cime Liguria är en bergstopp i Antarktis. Den ligger i Västantarktis. Chile gör anspråk på området. Toppen på Cime Liguria är 1 162 meter över havet.
Terrängen runt Cime Liguria är huvudsakligen kuperad, men åt sydväst är den platt. Trakten är obefolkad. Det finns inga samhällen i närheten.